# 肝炎
肝炎（英語：hepatitis）是描述肝臟發炎的現象。有些人沒有症狀，有些人則有黄疸、食慾不振、呕吐、疲倦、腹痛，或腹瀉的現象。肝炎可依病期長短分成兩期，六個月以下稱為急性，反之則稱為慢性。急性肝炎可能會自行痊癒，也可能發展為慢性肝炎。在某些情形下甚至會導致急性肝衰竭。病程過久會演變為肝硬化、肝衰竭，或肝癌。
目前全球最常見的肝炎病因為病毒性肝炎，其他可能的致病因素還有酗酒（可导致酒精性肝炎）、服用特定藥物、毒素、其他感染、自體免疫性疾病，以及非酒精性脂肪肝。病毒性肝炎分六型：甲型肝炎、乙型肝炎、丙型肝炎、丁型肝炎、戊型肝炎以及庚型肝炎。A型肝炎及E型肝炎通常藉由食物及水傳染，B型肝炎則主要由性行為傳染，但也可能是母親在妊娠或分娩的過程中，傳染給胎兒。B型肝炎、C型肝炎和庚型肝炎可以經血液傳染，常見途徑包含共用針頭。D型肝炎只能感染已經感染B型肝炎的患者。
A型肝炎、B型肝炎及D型肝炎可藉由疫苗預防。藥物可以用於治療慢性肝炎。目前仍沒有治療非酒精性脂肪肝的方法，但可以藉由運動、均衡飲食，以及減肥等調整生活型態方式來維持健康。自體免疫性肝炎可以藉由免疫抑制藥物治療。當病情到一定程度時，則可以考慮換肝。
2015年，全球罹患A型肝炎者約有1.14億人，慢性B型肝炎約3.43億人，慢性C型肝炎則約1.42億人。在美國，罹患非酒精性脂肪肝約有1100萬人，而酒精性肝炎患者則約有500萬人。全球每年死於肝炎者逾100萬人，大多死於肝硬化或肝炎的併發症。在美國，每年有2500人感染A型肝炎，約有75人會因此死亡。肝炎的英文「Hepatitis」源自於古希臘語，「hêpar」（ἧπαρ）代表「肝臟」，「 -itis」（-ῖτις）代表「發炎」。

## 病毒性肝炎
肝炎是肝脏的炎症，最常见的原因是病毒感染。由病毒造成的肝炎能引起肝脏细胞肿胀，是世界上流传广泛，危害很大的传染病之一。有五种主要肝炎病毒，称为甲、乙、丙、丁和戊型。尤其是，乙型肝炎和丙型肝炎可使数亿人罹患慢性病，并且二者合在一起是发生肝硬化和肝癌的最常见原因。
1908年，才发现病毒也是肝炎的致病因素之一。1947年，将原来的传染性肝炎称为A型肝炎；血清性肝炎称为B型肝炎。1965年人类首次检测到乙肝表面抗原。
此外，病毒性肝炎还有C型肝炎、D型肝炎、E型肝炎和G型肝炎。过去被定为F型肝炎的病毒现在被确定为B型肝炎病毒的一个属型，因此“己肝”的称呼已很少沿用。
甲型肝炎病毒（HAV）是医学家于1973年用免疫电镜技术在急性期患者的粪便中发现的。现在，世界约平均每年发生150万临床病例。此种病毒主要通过肠道传播，与恶劣的卫生条件密切相关，最常见的感染方式是与患者密切接触，或进食了被污染的水、食物和海产品等。一旦感染上甲型肝炎病毒，患者会出现发热、厌食、恶心、腹部不适等症状，有些人的全身和眼睛还会突然变黄。一般经过1—3月的对症治疗，患者就能痊愈，半年之内可以完全恢复健康，而且身体会自动产生抗体，不会再次感染甲肝病毒。
乙型肝炎病毒（HBV）和丙型肝炎病毒（HCV）的感染性都很强。除通过血液传播外，有时密切接触患者的唾液、精液和乳汁也会被传染，所以，家人、夫妻、母婴和专科医院的医护人员都是易感人群。乙肝和丙肝很容易转为慢性肝炎，如果不及时、对症、规范治疗会发展成为肝硬化和肝癌。
丁型肝炎病毒（HDV）是一种有缺陷的病毒，它的依赖性非常强，必须陪伴在乙型肝炎病毒身边，才能感染和引起疾病。所以，丁型肝炎与乙型肝炎以重叠感染或者同时感染的形式存在，中国西南地区感染率较高，在乙肝表面抗原呈阳性的人群中丁型肝炎病毒的感染率超过5%。
戊型肝炎病毒（HEV）在病毒性肝炎家族中“年龄最小”。1955年印度由水源污染發生了第一次戊型肝炎大暴发以来，先后在尼泊尔、苏丹及中国新疆等地都流行过此种疾病。1989年9月东京国际HNANB及血液传染病会议正式将它命名为戊型肝炎。戊型肝炎和甲型肝炎一样，都是经肠道传播的，近年来发病率呈迅速上升趋势。
在病毒肝炎的疫苗，A型肝炎、B型肝炎、D型肝炎、E型肝炎的疫苗已研發成功；C型肝炎、G型肝炎的目前無疫苗。

### 各型肝炎对照
| 类型     | A型肝炎 | B型肝炎                | C型肝炎      | D型肝炎      | E型肝炎    | G型肝炎 |
| -------- | ------- | ---------------------- | ------------ | ------------ | ---------- | ------- |
| 传播途径 | 粪-口   | 血液、性接触、胎兒傳染 | 血液、性接触 | 血液、性接触 | 饮水、糞口 | 血液    |
| 潜伏期   | 2-6周   | 4-26周                 | 2-6周        | 4-7周        | 2-8周      | 不明    |
| 敏感人群 | 年轻人  | 各年龄                 | 各年龄       | 乙肝患者     | 各年龄     |         |

### 动物感染人肝炎病毒
人类的病毒性肝炎也可以感染动物。
| 病原    | 传播途径      | 动物宿主                                         |
| ------- | ------------- | ------------------------------------------------ |
| A型肝炎 | 粪-口、性接觸 | 短尾猴、恒河猴、鹰猴                             |
| B型肝炎 | 血液、性接触  | 草原土拨鼠、地面松鼠、黑猩猩、鸭、猪、兔、牛、鸡 |
| C型肝炎 | 血液、性接触  | 猪                                               |
| D型肝炎 | 血液、性接触  | 不详                                             |
| E型肝炎 | 粪-口         | 猪、鸡、马、黑鼠                                 |
| G型肝炎 | 血液          | 不详                                             |

## 自體免疫肝炎
自體免疫肝炎是一种过去比较常见，现在比较罕见的肝臟的慢性自體免疫病。20至40岁的人中女性的患者比男性的高三倍。自體免疫肝炎的原因不明，有人怀疑环境毒物、细菌（比如沙门菌属）或病毒（比如甲型、乙型、丙型和D型肝炎的病毒或者麻疹和疱疹病毒科）的抗原可能导致这个疾病。这些病原可能促使自體免疫的爆发，但是在发病时这些病原已经找不到了。也有人怀疑这种病是由至今还没有被发现的病毒导致的。
自體免疫肝炎的肝脏丧失了自身相容的能力。
诊断自體免疫肝炎的标志是血浆中转氨酶值升高，此外球蛋白，尤其是免疫球蛋白（IgG）的升高。尤其典型的是针对细胞核、平滑肌、肝和肾的微粒体以及一种肝的可溶蛋白质的抗体的出现。这些抗体并不是导致病态的原因，但是它们是最重要的诊断标志。按照不同抗体的出现或者缺乏医学上分三类自體免疫肝炎。这三类类自體免疫肝炎之间的过渡是不明确的，其治疗方法是相同的。
第一类最常见。细胞核抗体50%至80%，女性：男性为8：1，球蛋白值高，高出标准的1.5倍。50%的病人还有其它自體免疫病如甲状腺炎、格雷夫斯病、贫血、溃疡性结肠炎。45%导致肝硬化。
第二类比较少，有微粒体抗体，缺乏细胞核抗体。一般年轻少女患（70%至80%的病人从2至14岁开始患病。40%的病人还患其它自體免疫病。发病非常急，82%导致肝硬化。
第三类伴随丙型肝炎出现，一般病人为年老、男性。微粒体抗体少，病情缓和。对免疫抑制的反应不大，但是α干扰素作用很好。75%导致肝硬化。

## 酒精性肝炎
乙醇是导致肝炎的一个重要原因。一般酗酒长期后会导致酒精性肝炎。酒精性肝炎的症状包括不舒适、肝脏扩大、腹水肿瘤、肝值偏高。酒精性肝炎比较轻的仅肝值升高。重的症状有严重肝脏发炎、黄疸、凝血酶原时间增长、肝功能失效。最严重的可达神智不清，伴随胆红素值上升和凝血酶原时间延长。在这些最严重情况下症状出现后30天内的死亡率达50%。
持续10至15年每天饮三杯酒以上的人中25%患不同程度的酒精性肝炎。
长期酗酒也可能不经过肝炎就导致肝硬化，而酒精性肝炎本身不导致肝硬化。但是酗酒的人也容易患丙型肝炎。丙型肝炎与酗酒加速肝硬化的形成。

## 药物性肝炎
许多药物可以导致肝炎。比如美国食品藥物管理局因为糖尿病治疗药曲格列酮（troglitazone）会导致肝炎而於2000年撤销了它的許可。其它与肝炎相关的药物有：
- 三氟溴氯乙烷
- 甲基多巴
- 异烟肼、利福平和吡嗪酰胺
- 苯妥英锌和丙戊酸
- 齐多夫定
- 酮康唑
- 硝苯吡啶
- 布洛芬和吲哚美辛
- 阿米替林
- 胺碘酮
- 呋喃妥因
- 口服的避孕药
- 别嘌醇
- 硫唑嘌呤[16][17]
- 有些草药和食品添加物

不同的药物以及病人对药物的反应可以使得药物性肝炎的发展非常不同。比如三氟溴氯乙烷和异烟肼造成的肝炎可以非常缓和，但也可以致命。口服避孕药可以导致肝脏变化。由于胺碘酮在体内可以存在很长时间，对它导致的肝炎无法治疗。羟甲戊二酰辅酶A还原酶抑制剂可以导致肝功能值上升，但并不造成肝炎。根据每个人的情况不同事实上任何药物均可能在某些人导致肝炎。

## 其它毒药导致的肝炎
毒药也可能引起肝炎：
- 含毒伞毒素的蘑菇
- 黄磷
- 过量对乙酰氨基酚可以导致肝炎，及时服用乙酰半胱氨酸可以减轻对肝脏的破坏
- 四氯化碳、氯仿、乙炔化三氯和其它所有有机氯可以造成脂肪性肝炎

## 猛爆性肝炎
猛爆性肝炎（Fulminant Hepatitis）非常嚴重，會有生命危險的危性肝衰竭，並於一定的期間內會發生肝昏迷。病因以B肝最為常見，其次是藥物引起，常見的有抗結核藥物。

## 新陈代谢疾病
一些新陈代谢疾病也可以导致不同形式的肝炎。血色病和威爾森氏症可以导致肝脏发炎和细胞坏死。

## α1抗胰蛋白酶缺乏症
α1抗胰蛋白酶缺乏症是蛋白质在内质网堆积造成的一种疾病。严重情况下会导致肝脏发炎和被破坏。

## 非酒精性脂肪性肝炎
非酒精性脂肪肝炎的肝脏解剖形象与酒精性肝炎非常相似（脂肪滴、发炎的细胞），但是这些病人没有酗酒的历史。由于肥胖症或新陈代谢疾病，妇女患非酒精性脂肪肝炎的可能性比男士高。一种比较缓和而类似的疾病，是脂肪性肝病（steatosis hepatis），簡稱「脂肪肝」，患肥胖症的病人中有80%的人也患脂肪肝。这些病人的肝脏解剖可以看到肝脏里到处都有脂肪滴，但是没有发炎的迹象。
诊断方法含參考病史、监察生理、验血、透视，偶尔肝脏生检。第一步诊断的手段一般是透视，比如使用超声波、X射线断层成像或核磁共振成像。不过这些手段无法确定肝脏是否发炎。因此要区分脂肪肝和非酒精性脂肪肝炎最终只有通过肝脏生检。
假如病人过去曾经酗酒，区分非酒精性脂肪肝炎和酒精性肝炎也不容易。在这种情况下往往要验血液酒精含量、肝值，以及进行肝脏生检。

## 梗阻
梗阻性黄疸是由于胆道受阻（比如由于胆结石或者癌症）而造成的黄疸。长时间梗阻性黄疸可以导致肝组织发炎。

## 相關
- 世界肝炎日
- 有機溶劑
- 飛歌事件
- 三氯乙烯

## 註释
1. 1 2 3 4 5 6  . MedlinePlus.   [2016-11-10]. （原始内容存档于2016-11-11）.
2. 1 2 3 4 5 6 7  . WHO. July 2016  [2016-11-10]. （原始内容存档于2016-11-07）.
3. 1 2 3 4 5 6 7 8 9  . NIAID.   [2016-11-02]. （原始内容存档于2016-11-04）.
4. 1 2  . NIDDK. April 2012  [2016-11-10]. （原始内容存档于2016-11-11）.
5. ↑  . patients.gi.org.   [2017-03-13]. （原始内容存档于2017-02-23）.
6. ↑  Bernal W.; Wendon J. . New England Journal of Medicine. 2013, 369 (26): 2525–2534. PMID 24369077. doi:10.1056/nejmra1208937.
7. 1 2 3  . NIDDK. May 2014  [2016-11-10]. （原始内容存档于2016-11-11）.
8. ↑  . NIDDK. March 2014  [2016-11-10]. （原始内容存档于2016-11-11）.
9. ↑  . The Lancet. October 2016, 388 (10053): 1545–1602. PMC 5055577 . PMID 27733282. doi:10.1016/S0140-6736(16)31678-6.
10. ↑  Basra, Sarpreet. . World Journal of Hepatology. 2011, 3 (5): 108–13. PMC 3124876 . PMID 21731902. doi:10.4254/wjh.v3.i5.108.
11. ↑  . The Lancet. October 2016, 388 (10053): 1459–1544. PMID 27733281. doi:10.1016/S0140-6736(16)31012-1.
12. ↑  . CDC.   [2016-11-10]. （原始内容存档于2016-11-11）.
13. ↑  . Etymonline.com.   [2012-08-26]. （原始内容存档于2012-10-20）.
14. ↑  闻玉梅，《现代医学微生物学》，上海医科大学出版社，1999，971-989，1143-1146，1168-1179 ISBN 978-7-5627-0437-9
15. ↑  U.S. Food and Drug Administration. . U.S. Food and Drug Administration.   [12 December 2012]. （原始内容存档于2014-11-23）.
16. ↑  Bastida G, Nos P, Aguas M, Beltrán B, Rubín A, Dasí F, Ponce J. . Aliment Pharmacol Ther. 2005, 22 (9): 775–82. PMID 16225485. doi:10.1111/j.1365-2036.2005.02636.x.
17. ↑  Caravati E M, McCuigan M A. ed. by Dart, R. , 编.  3rd edition. Philadelphia: Lippincott Williams & Wilkins. 2003-12-01: p.1043. ISBN 978-0-7817-2845-4 （英语）.